# Apotosoma latimarginale
Apotosoma latimarginale är en stekelart som beskrevs av Van Achterberg 1984. Apotosoma latimarginale ingår i släktet Apotosoma och familjen bracksteklar. Inga underarter finns listade i Catalogue of Life.